# NGC 140
NGC 140 (również PGC 1916 lub UGC 311) – galaktyka spiralna (Scd), znajdująca się w gwiazdozbiorze Andromedy. Odkrył ją Truman Safford 8 października 1866 roku. Niezależnie odkrył ją Édouard Jean-Marie Stephan 5 listopada 1882 roku.